# 23816 Rohitkamat
23816 Rohitkamat là một tiểu hành tinh vành đai chính với chu kỳ quỹ đạo là 1678.4071245 ngày (4.60 năm).
Nó được phát hiện ngày 17 tháng 8 năm 1998.